# Сиренс
«Сиренс» (мальт. Sirens) — мальтийский футбольный клуб из города Сан-Пауль-иль-Бахар на северо-востоке страны. Выступает в чемпионате Мальты. Домашней ареной клуба является стадион «Сиренс», вмещающий 1500 зрителей.

## История

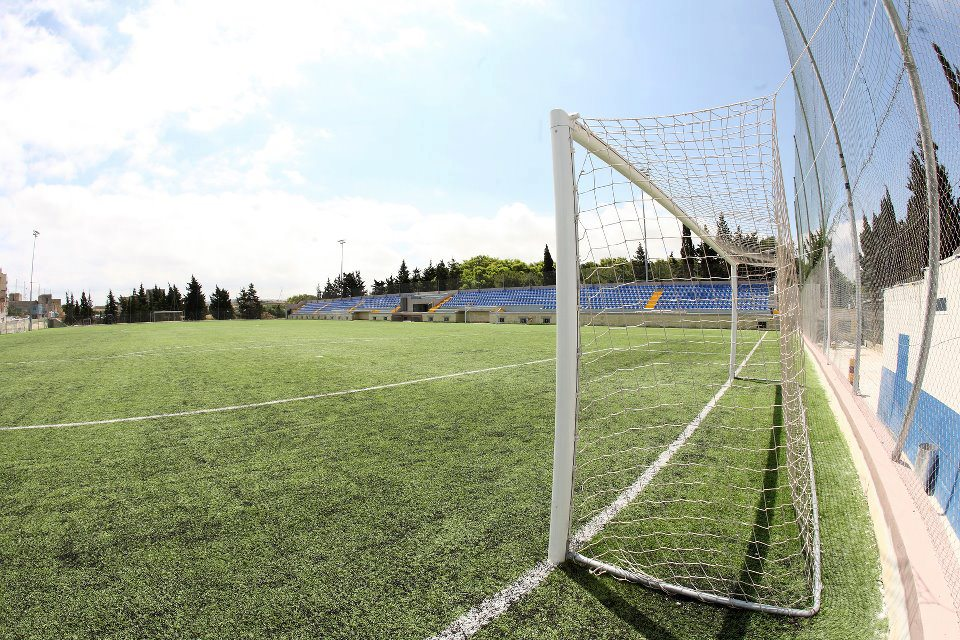
Домашний стадион

Клуб был основан в 1968 году под названием «Сент-Полс-Бей» и участвовал в любительских турнирах. Спустя два года он получил новое название — «Сиренс» и начал участвовать в турнирах Футбольной ассоциации Мальты.
В сезоне 2013/14 «Сиренс» стал победителем четвёртого дивизиона Мальты, а в сезоне 2015/16, благодаря второму месту в третьем по силе дивизионе, получил право выступить во второй лиге. На этом уровне команда играла на протяжении трёх сезонов и в 2019 году стала победителем турнира, впервые в своей истории добившись выхода Премьер-лигу.
Первый сезон в высшей лиге клуб завершил на четвёртом месте и получил право сыграть в квалификации Лиги Европы. Мальтийцы стартовали в первом раунде, где уступили болгарскому ЦСКА из Софии (1:2). Единственный гол «Сиренса» на свой счёт записал бразилец Максуэлл Самурай. Летом 2023 года мальтийский клуб приобрёл сразу 9 игроков у ганской команды «Медеама».
В текущем сезоне 2023/24 команда занимает предпоследнее 13 место.
Лучшим гвардейцем клуба является Кристиан Галеа (269 матчей), а лучшим бомбардиром — Джованни Галеа (110 голов). Будучи игроками «Сиренса» в стан национальной сборной Мальты вызывались Майкл Мифсуд и Мэттью Греч.

## Главные тренеры
- Марко Бонези (июль 2012 — июнь 2014)
- Кевин Велла (июнь 2014 — июнь 2016)
- Томмасо Вольпи (июль 2016 — июнь 2017)
- Ороско Анонам (сентябрь 2017 — июнь 2018
- Винс Карбонаро (июль 2018 — июль 2019)
- Атанас Маринов (ноябрь 2018 — май 2021)
- Стив Д’Амато (июль 2019 — декабрь 2020)
- Джованни Тедеско (декабрь 2020 — апрель 2021)
- Уинстон Маскат (май 2021 — апрель 2023)
- Стив Д’Амато (с мая 2023 года)

## Последние результаты
| Сезон   | Див. | Место | Кубок       |
| ------- | ---- | ----- | ----------- |
| 2011/12 | IV   | 10    | 1/64 финала |
| 2012/13 | IV   | 6     | 1/32 финала |
| 2013/14 | IV   | 1     | 1/16 финала |
| 2014/15 | III  | 9     | 1/4 финала  |
| 2015/16 | III  | 2     | 1/32 финала |
| 2016/17 | II   | 8     | 1/16 финала |
| 2017/18 | II   | 10    | 1/32 финала |
| 2018/19 | II   | 1     | 1/32 финала |
| 2019/20 | I    | 4     | 1/8 финала  |
| 2020/21 | I    | 9     | отменён     |
| 2021/22 | I    | 8     | 1/16 финала |
| 2022/23 | I    | 9     | 1/8 финала  |
| 2023/24 | I    | идёт  | 1/8 финала  |